# Pastisseria Brunells
La Pastisseria Brunells és un establiment situat als carrers de la Princesa, 22 i de Montcada, 7 de Barcelona, catalogat com a establiment d'interès (categoria E2).

## Història
El 1864, hi havia al carrer de la Princesa la fleca de Joan Mans, o Mas, posteriorment també confiteria, amb un forn de llenya que encara es conserva. El 1924, el propietari Josep Salvatella va demanar permís per a instal·lar-hi un motor elèctric.
A partir del 1940, Miquel Brunells i Cristià figurava com a titular del negoci, i el 1979, el traspassà al seu fill Narcís Brunet i Vinyals. El 1996, passà a ser gestionat per la cooperativa Brunells SCEL, que el 1997 l'amplià amb el local del carrer de Montcada. El 2018, el negoci tancà les portes i el 2020 les reobrí de la mà de Lluís Estrada i Joan Guasch, de la Pastisseria Canal, i Salvador Sans, de Cafés El Magnífico.

## Descripció
Disposa de cinc portals, amb aparadors amb sòcol i cartel·les de fusta. Els dos de la dreta del carrer de Princesa i el del carrer de Montcada donen accés a l'interior, i al terra de marbre hi ha el nom de l'establiment gravat. Els vidres de les portes d’accés estan gravats a l'àcid, representant Sant Jordi i una figura femenina amb un cistell de fruits, a més de la data de fundació del negoci. A les llindes hi ha els rètols amb el nom de la botiga.
L'interior conserva els prestatges al costat i darrere del llarg taulell de fusta, a 
joc amb els tancaments dels aparadors. Al fals sostre hi ha florons decorats amb motius florals. Una moderna obertura comunica la botiga amb una ampliació pel carrer de Montcada.